# Exostema triflorum
Exostema triflorum är en måreväxtart som först beskrevs av William Wright, och fick sitt nu gällande namn av George Don jr. Exostema triflorum ingår i släktet Exostema och familjen måreväxter. IUCN kategoriserar arten globalt som sårbar.
Artens utbredningsområde är Jamaica. Inga underarter finns listade i Catalogue of Life.